# Josephine White Bates
Pour les articles homonymes, voir Bates.
Josephine White Bates, née le 8 juillet 1862 et morte le 20 octobre 1934, est une écrivaine canado-américaine qui préfère écrire sous son nom d'épouse, Mrs. E. Lindon Bates. Elle est l'auteur de plusieurs ouvrages dont A Blind Lead (1886), Bunch-Grass Stories (1892) et Mercury Poisoning in the Industries of New York City and Vicinity (1912).

## Biographie
Josephine White est née le 8 juillet 1862 à Portage-du-Fort, au Québec, près d'Ottawa, fille de George E. et Mary White. Elle est étudiante à Lake Forest, en Illinois, et au Lake Forest College (en), de 1876 à 1880.
Elle épouse Lindon Wallace Bates (en) (né en 1858), un ingénieur hydraulicien de New York, le 6 avril 1881, devenant citoyenne américaine par alliance. Le couple vit à Portland, en Oregon pendant plusieurs années. Elle est active dans le Preparedness Movement (en), campagne menée par l'ancien chef d'état-major de l'armée américaine, Leonard Wood, et l'ancien président Theodore Roosevelt pour renforcer l'armée américaine après le déclenchement de la Première Guerre mondiale. En 1916, elle publie une brochure « Keep America Safe ». En 1908, elle devient membre du Lyceum Club, grâce au parrainage de Lou Henry Hoover. Bates rend visite à Herbert Hoover et à sa femme dans leur Red House à Londres pendant plusieurs semaines en 1911.

## Vie privée
La résidence d'été des Bates est à Lebanon Park, à Mount Lebanon (New York), tandis que le reste de l'année, son adresse est au 615 Cinquième Avenue, à New York. Ils ont deux fils : Lindon (1883-1915) et Lindell (1890-1937). Son fils, Lindon Bates Jr. (en), est devenu aussi ingénieur ; il périt plus tard dans le naufrage du RMS Lusitania,.
Josephine Bates est morte à Yorktown (New York), le 20 octobre 1934.

## Œuvres
- (en) A Blind Lead: The Story of a Mine, 1888
- (en) A Nameless Wrestler, 1889
- (en) Armaïs and others, 1892
- (en) Bunch-grass Stories, 1895
- (en) Mercury Poisoning in the Industries of New York City and Vicinity, 1912